# Maruco Antônio Urunau
Maruco Antônio Urunau (* 16. November 1970) ist ein ehemaliger brasilianischer Fußballspieler.

## Karriere
Antônio spielte in seiner brasilianischen Heimat für den Rio Grande EC. 2000 unterschrieb er einen Vertrag beim japanischen Zweitligisten Ventforet Kofu. Für Kofu bestritt er neun Zweitligaspiele und schoss dabei ein Tor.